# История почты Ирландии
История почты Ирландии условно подразделяется на этап, связанный с британским владычеством, переходный период и период независимого ирландского государства. Начиная с 1922 года официальное почтовое ведомство Ирландии выпускает собственные знаки почтовой оплаты, используемые в почтовом обращении этой страны. С 1923 года Ирландия является членом Всемирного почтового союза (ВПС), а с 1984 года её почтовым оператором выступает государственная компания An Post («Ан Пост»).

## Британская эпоха
Первое регулярное почтовое сообщение появилось на территории Ирландии в 1640-е годы усилиями дублинского почтмейстера Эвана Вогана (Evan Vaughan), организовавшего доставку почты из Дублина по трём главным дорогам:
- на юг в Корк и Лимерик,
- на запад в Голуэй и Слайго и
- на север в Белфаст и Лондондерри.

Почтальоны пешком или верхом отправлялись в путь дважды в неделю и перевозили государственную и коммерческую корреспонденцию. Уже в 1657 году Оливер Кромвель установил государственную монополию на доставку почты, запретив оказание почтовых услуг частными лицами.
По британскому закону 1710 года, распространявшемуся на территорию Королевства Ирландия, заведование почтовой частью в Ирландии, как и в Англии, Шотландии и британских колониях, было вверено Главному почтовому ведомству. Этим же законом впервые была установлена общая такса для писем. В 1773—1774 годах в Дублине была организована «пенни-почта», которая затем охватила и предместья города в радиусе четырёх миль, став «тупенни-почтой», то есть почтой за два пенса. Значительное ускорение в пересылке писем было достигнуто реформой 1784 года, когда по инициативе Джона Пальмера верховые гонцы были заменены почтовыми каретами, а ирландское почтовое ведомство было отделено от британского, сохранив самостоятельность до 1831 года, даже несмотря на принятие Акта об унии в 1800 году. Уже к 1798 году почтовое сообщение с Англией значительно улучшилось, из Холихеда в Кингстаун пять раз в неделю курсировал пакетбот.
После того как Ирландия стала частью Соединённого королевства Великобритании и Ирландии, для ведения надзора над всеми местными ирландскими почтовыми учреждениями была введена должность специального секретаря, офис которого располагался в Дублине. Почтовые учреждения подразделялись на главные (англ. Head Offices) и подчинённые (англ. Sub Offices). Сверх того для облегчении обращения писем в городах существовали свои местные отделения (англ. Town Letter Receiving Offices).
К середине XIX века почтовой связью были охвачены многие сельские районы. Не последнюю роль в этом сыграл писатель Энтони Троллоп, проработавший несколько лет на почте в Ирландии. Постепенно почтовое ведомство расширяло спектр оказываемых услуг, становясь представителем государства на территории страны. Почта не только доставляла корреспонденцию, предоставляла телеграфную и телефонную связь, но оказывала банковские услуги (в 1861 году был учреждён Почтово-сберегательный банк (Post Office Savings Bank)) и выплачивала пенсии по старости (с 1909 года).
Несмотря на постоянно вспыхивавшие волнения и восстания ирландцев на протяжении XIX века, почтовая связь в Ирландии функционировала исправно, в обращении оставались британские почтовые марки, корреспонденция штемпелевалась обычными британскими почтовыми штемпелями, в ирландских городах устанавливались типичные британские почтовые ящики.

## Переходный период
Переход полномочий от британского почты к почтовой службе Временного правительства Ирландии регулировался законами 1922 года:
- Актом Великобритании о почтовом ведомстве[англ.],
- Актом (договором) об ирландском свободном государстве[англ.] и
- Актом (последующими положениями) об ирландском свободном государстве[англ.].

Эти законодательные акты предусматривали передачу почты в ведение Временного правительства в полночь 31 марта 1922 года. Этот день был выбран, поскольку приходился на конец финансового года в Великобритании.

## Период независимости
Ирландским почтовым ведомством в период с 1922 по 1983 год являлось структурное подразделение Министерства почт и телеграфов — Oifig an Phoist. Оно действовало в 26 графствах Ирландии.
После деления Министерства почт и телеграфов на две полугосударственные организации в 1984 году, ответственность за оказание всех услуг почты в Ирландии, включая эмиссию почтовых марок, перешла к государственной компании An Post.